# Atlas Telecom
Atlas Telecom este o companie de telecomunicații franceză înregistrată în Bermuda, care activează și în România. Face parte din Atlas Group.
Cifra de afaceri în 2002: 400 milioane dolari 

## Atlas Telecom
Filiala din România a fost fondată de Pompiliu Tripa și a fost primul concurent pe telefonie fixă al Romtelecom.
În anul 2003 a lansat la Oradea, în colaborare cu Alcatel, prima sa rețea de tip DECT din Europa de Est.
În iunie 2011, firma se afla în insolvență.
Cifra de afaceri:
- 2010: 1,4 milioane euro [5]
- 2009: 1,9 milioane euro [5]
- 2008: 4,2 milioane euro [5]